# Brewster (Familienname)
Brewster ist ein englischer Familienname.

## Herkunft und Bedeutung
Brewster ist ein Berufsname und bezieht sich auf den Beruf des Brauers.

## Varianten
- Brauer (deutsch)
- Brewer (englisch)
- Brouwer (niederländisch)

## Namensträger
- Alex Brewster (* 1954), schottischer Rugby-Union-Spieler
- Amanda Brewster Sewell (1839–1926), US-amerikanische Malerin
- Anna Brewster (* 1986), britische Schauspielerin und Model
- Benjamin H. Brewster (1816–1888), US-amerikanischer Jurist und Politiker (Justizminister)
- Bernice Brewster, britische Ichthyologin
- Bertha Brewster (1887–1959), englisch-britische Suffragette
- Caleb Brewster (1747–1827), Spion im Amerikanischen Unabhängigkeitskrieg
- Craig Brewster (* 1966), schottischer Fußballspieler und -trainer
- Daniel Brewster (1923–2007), US-amerikanischer Politiker
- David Brewster (1781–1868), schottischer Physiker
- David P. Brewster (1801–1876), US-amerikanischer Politiker
- Diane Brewster (1931–1991), US-amerikanische Schauspielerin
- Earl Brewster (1878–1957), US-amerikanischer Maler, Schriftsteller und Gelehrter
- Elder William Brewster (1566–1643), englischer Führer einer Pilgerkolonie
- Elisha Hume Brewster (1871–1946), US-amerikanischer Jurist und Politiker
- Federico Brewster (1906–??), argentinischer Leichtathlet
- Harlan Carey Brewster (1870–1918), kanadischer Politiker
- Harold Brewster (1903–1994), US-amerikanischer Hockeyspieler
- Helen Brewster Owens (1881–1968), US-amerikanische Mathematikerin, Hochschullehrerin und Frauenrechtlerin
- Henry C. Brewster (1845–1928), US-amerikanischer Politiker
- Jordana Brewster (* 1980), US-amerikanische Schauspielerin
- Kingman Brewster (1919–1988), US-amerikanischer Jurist, Hochschullehrer und Diplomat
- Lamon Brewster (* 1973), US-amerikanischer Boxer
- Leo Brewster (1903–1979), US-amerikanischer Jurist
- Lincoln Brewster (* 1971), US-amerikanischer christlicher Musiker
- Owen Brewster (1888–1961), US-amerikanischer Politiker
- Paget Brewster (* 1969), US-amerikanische Schauspielerin
- Ralph Brewster (1914–1990), US-amerikanischer Sänger
- Rhian Brewster (* 2000), englischer Fußballspieler
- Sharon Duncan-Brewster (* 1976), britische Schauspielerin
- Stephen Brewster (* 1967), britischer Informatiker
- Stephen Singer-Brewster (* 1945), US-amerikanischer Astronom
- Wally Brewster (* 1960), US-amerikanischer Diplomat
- William Brewster (Presbyter) (1566–1644), englischer Kirchenältester und eine der führenden Persönlichkeiten in der Plymouth Colony
- William Brewster (Ornithologe) (1851–1919), US-amerikanischer Ornithologe
- William K. Brewster (1941–2022), US-amerikanischer Politiker
- William R. Brewster (1828–1869), US-amerikanischer Brigadegeneral des Unionsheers
- Yvonne Brewster (* 1938), jamaikanische Schauspielerin, Regisseurin und Theaterleiterin